# Meurtre à la Maison-Blanche
Pour plus de détails, voir Fiche technique et Distribution.
Meurtre à la Maison-Blanche ou Meurtre au 1600 au Québec (Murder at 1600) est un film policier américain réalisé par Dwight H. Little, sorti en salles en 1997. Le long-métrage narre l'histoire d'un policier de la brigade criminelle de Washington, incarné par Wesley Snipes, qui enquête sur le meurtre d'une secrétaire employée à la Maison-Blanche au sein même du bâtiment et qui va être aidé dans sa tâche par une agente des services secrets interprétée par Diane Lane. 
Le film suit un inspecteur de la brigade criminelle de Washington qui est chargé d'enquêter sur le meurtre d'une jeune secrétaire au sein même de la Maison-Blanche. Avec l'aide d'une agente des services secrets chargée de le surveiller, il ne tarde pas à comprendre que cette affaire est bien plus complexe qu'il n'y paraît. 

## Synopsis
Harlan Regis (Wesley Snipes) est un inspecteur de police aguerri de la brigade criminelle de Washington vivant dans un appartement destiné à être démoli, pour être remplacé par un parking. Un soir, il est appelé sur les lieux d'un crime, le 1600 Pennsylvania Avenue, à savoir la Maison-Blanche, résidence officielle du président des États-Unis Jack Neil (Ronny Cox). Carla Town, secrétaire de 25 ans, travaillant à la Maison-Blanche, est retrouvée assassinée dans les toilettes. Son corps a été découvert par une femme de ménage. Sur les lieux, il fait la connaissance du directeur des services secrets, Nick Spikings (Daniel Benzali), ainsi que du conseiller à la sécurité nationale Alvin Jordan (Alan Alda). Spikings annonce Regis qu'il va faire équipe avec Nina Chance (Diane Lane), agent des services secrets, médaille d'or des jeux olympiques au tir. Regis constate rapidement que le rôle de Chance est plus de le surveiller que de l'aider. Ce meurtre survient au moment même d'une crise politique internationale imminente : Neil tente de faire face à une situation dans laquelle des ressortissants américains sont retenus en otages en Corée du Nord, tandis que certains membres de son entourage pensent que Neil n'arrive pas à la gérer correctement, car le Président refuse d'envoyer des troupes sauver des otages ce qui provoquerait une potentielle Guerre de Corée.
Un des hommes du ménage ne pouvant justifier tout son emploi du temps avant le crime est un moment soupçonné mais son témoignage et des incohérences conduisent Regis à penser que les services secrets pourraient être impliqués. Le soir même, l'appartement du policier est cambriolé, mais le coupable parvient à s'enfuir. Lors d'une fouille ultérieure, Regis retrouve un système d'écoute caché. Sur une photo de la victime, Regis aperçoit Burton Cash (Nigel Bennett), agent chargé de la sécurité de Kyle (Tate Donovan), fils du Président, comprend qu'il couchait avec Carla, et suppose que c'est avec lui qu'elle a eu une relation sexuelle la nuit du meurtre. Dans une boite de nuit, une jeune femme (Tamara Gorski) tente d'aborder Kyle. Regis qui observe de loin, comprend qu'elle est une ancienne compagne. Elle est repoussée par Cash. Regis aborde la demoiselle et sympathise avec elle. Il raconte qu'elle lui a rapidement révélé que Kyle s'est vanté avoir partagé Carla avec son père. Regis découvre que la société de l'oncle de Carla a servi de principale collecte de fonds pour le Président. Après avoir découvert que Chance était la garde du corps de Kyle, Regis lui rend visite et la confronte. Cette dernière lui explique qu'elle a découvert que Kyle avait battu sa petite amie, mais lorsque les services secrets ont dissimulé les coups du jeune homme, elle a demande à être réaffectée, étant remplacée par Cash. Regis confronte Kyle, qui nie avoir tué Carla, mais l'informe qu'elle a commandé une voiture, alors qu'elle n'a pas le permis de conduire. Plus tard, Regis et Chance découvrent que les inscriptions les plus récentes du carnet de rendez-vous de Carla ont été falsifiées.
Avec quelques indices laissés par Jordan, Regis découvre que Spikings a retenu plusieurs bandes de surveillance de la nuit du meurtre. Le policier se rend à la résidence de Spikings, accompagné par Chance, pour l'interroger. Alors qu'il est prêt à montrer la bande, Spikings est soudainement tué par un tireur d'élite. Cependant, Régis et Chance échappent aux coups de feu avec la bande. Ils apprennent que Jordan a conçu le meurtre afin de faire chanter Neil pour qu'il démissionne, ce qui permettrait au vice-président Dylan de prendre ses fonctions et d'envoyer des troupes en Corée du Nord.
Chance, Regis et son équipier Steve Stengel (Dennis Miller) pénètrent dans les tunnels de la Maison-Blanche. Le tireur d'élite les poursuit et blesse Stengel, mais Chance parvient à le tuer. Poursuivi puis neutralisé par les services secrets, Regis a tout juste le temps, avant que Neil ne démissionne, de lui annoncer que son fils est innocent, et qu'il détient la preuve de la conspiration de Jordan. Celui-ci tente de tirer sur Neil, mais son tir est intercepté par Chance menottée, qui se met en travers et est blessée. Jordan est tué par les services secrets. Chance et Stengel sont amenés à l'hôpital, où ils se remettent de leurs blessures. Comme reconnaissance pour son sauvetage, Regis demande à Neil d'intervenir auprès de l'Agence qui veut remplacer son immeuble par un parking.

## Fiche technique
- Titre original : Murder at 1600
- Titre français : Meurtre à la Maison-Blanche
- Titre québécois : Meurtre au 1600
- Réalisation : Dwight Little
- Scénario : Wayne Beach et David Hodgin
- Musique : Christopher Young
- Direction artistique : Dan Yarhi
- Distribution des rôles : Cathy Sandrich Gelfond et Amanda Mackey
- Décors : Nelson Coates
- Costumes : Denise Cronenberg
- Photographie : Steven Bernstein (en)
- Son : Bruce Carwardine
- Montage : Leslie Jones et Billy Weber
- Production : Arnon Milchan et Arnold Kopelson
- Sociétés de production : Regency Enterprises et Kopelson Entertainment
- Société de distribution : Warner Bros. (États-Unis et France)
- Budget : 40–50 millions $[2]
- Pays d’origine :  États-Unis
- Langue originale : anglais
- Format : couleur (Technicolor) — 35 mm — 1,85:1 (Panavision) — son Dolby Digital
- Genre : policier, thriller
- Durée : 107 minutes
- Dates de sortie : 
  - États-Unis : 18 avril 1997
  - France : 30 juillet 1997
- Classification : R (Restricted) aux États-Unis, tous publics en France

## Distribution
- Wesley Snipes  (VF : Jacques Martial, VQ : Jean-Luc Montminy) : Harlan Regis, inspecteur de police de la brigade criminelle de Washington
- Diane Lane  (VF : Claire Guyot, VQ : Élise Bertrand) : Nina Chance, agent des services secrets
- Daniel Benzali  (VF : Michel Creton ; VQ : Yves Massicotte) : Nick Spikings, directeur des services secrets
- Dennis Miller  (VF : Bernard Métraux, VQ : Manuel Tadros) : inspecteur Steve Stengel, équipier d'Harlan
- Alan Alda  (VF : Michel Le Royer, VQ : Mario Desmarais) : Alvin Jordan, conseiller à la sécurité nationale
- Ronny Cox  (VF : Michel Bardinet ; VQ : Yvon Thiboutot) : Jack Neil, président des États-Unis
- Diane Baker  (VF : Anne Kerylen ; VQ : Monique Miller) : Kitty Neil, première dame des États-Unis
- Tate Donovan  (VF : Renaud Marx ; VQ : Martin Watier) : Kyle Neil, fils de Jack et Kitty, étudiant en droit
- Nigel Bennett : Burton Cash
- Tamara Gorski : jeune femme au bar, ex de Kyle
- Harris Yulin (VF : Pierre Hatet ; VQ : André Montmorency) : général Clark Tully
- George R. Robertson (VF : René Bériard) : Mack Fallis
- David Gardner : le président de la Chambre des représentants
- Nicholas Pryor  (VF : Claude d'Yd ; VQ : Gérard Delmas) : Paul Moran
- Charles Rocket (VF : Jean-François Vlérick ; VQ : Benoit Rousseau) : Jeffrey
- Tom Wright (en) :  (VF : Serge Faliu ; VQ : Victor Désy) : Agent Cooper
- Tony Nappo (en) (VF : Gérard Berner ; VQ : Benoît Gouin) : Lucchessi, employé au nettoyage de la Maison-Blanche
- Douglas O'Keefe : John Kerry
- Mary Moore : Carla Town, secrétaire à la Maison-Blanche, 25 ans, assassinée
- Ho Chow : Tepper
- James Millington : Lieutenant Marty Dill
- John Bourgeois (VF : Jacques Deschamps) : Capitaine Farr
- Carol Anderson (VF : Pascale Vital) : la secrétaire de Farr
- Richard Fitzpatrick (VF : Richard Leblond ; VQ : Louis-Georges Girard) : le professeur de droit
- Tom Urich (VF : Jean-Louis Faure) : lui-même
- Sheldon Turcott (VF : Olivier Cordina) : lui-même

 Note : La version française européenne n'a été utilisé qu'au cinéma; le DVD zone 2 contient le doublage québécois.

## Production
Le producteur Arnold Kopelson a été attiré par le script du long-métrage, après avoir déclaré que « récemment, la Maison-Blanche a été vulnérable à une variété étonnamment large d'agressions ». Avec le producteur Arnon Milchan, il a offert le scénario au réalisateur Dwight H. Little, qui a accepté malgré son expérience de film d'action, il n'avait jamais fait de film à suspense, « et les thrillers politiques sont probablement mon genre de film préféré; j'aime ces films de conspiration séminales des années 70 ». Les cinéastes ont ensuite invité Wesley Snipes, le considérant comme ayant le physique, l'intelligence et l'humour requis pour Harlan Regis, et Snipes a accepté pour la profondeur du personnage et « l'opportunité de jouer un rôle de suspense, qui est généralement réservé aux acteurs plus matures ». Diane Lane a été attirée par le rôle de l'agent Chance parce qu'elle « respecte son code personnel » et l'actrice avait l'expérience de tireuse requise pour le rôle. 

### Tournage
Bien que des scènes aient été tournées à Washington, les lieux du tournage se trouvaient principalement à Toronto et à proximité de l'Ontario. Comme Les Pleins Pouvoirs occupait l'ensemble de bureaux ovales construit pour Président d'un jour, un nouveau bureau ovale a été construit dans les studios Cinespace à Kleinburg (en). L'équipe de tournage a effectué de nombreuses visites à la Maison-Blanche pour référence en faisant ce que le concepteur de la production Nelson Coates a décrit comme la recréation « la plus précise sur le plan architectural » de la pièce. Le bureau ovale se trouve toujours au studio et a été utilisé dans des productions telles que Dick, les coulisses de la présidence et The Sentinel

## Accueil

### Box-office
| Pays ou région        | Box-office      | Date d'arrêt du box-office | Nombre de semaines |
| --------------------- | --------------- | -------------------------- | ------------------ |
| États-Unis Canada     | 25 826 788 $    | 4 juillet 1997             | 12                 |
| France                | 342 135 entrées | 2 septembre 1997           | 5                  |
| Total hors États-Unis | 15 300 000 $    |                            |                    |
| Total mondial         | 41 126 788 $    |                            |                    |

Meurtre à la Maison-Blanche sort au printemps 1997 aux États-Unis et prend la troisième place du box-office lors de son premier week-end d'exploitation (derrière Anaconda, le prédateur et Menteur, menteur avec près de 8 millions $ de recettes le week-end de sa sortie, pour une diffusion de 2 152 salles, qui augmentera jusqu'à 2 158 salles durant toute son exploitation en salles. Finalement, le long-métrage peine à se stabiliser et finit avec 25,9 millions $. À l'international, le film ne rapporte que 15,3 millions $, portant le cumul mondial à 41,1 millions $ de recettes. Le film est considéré comme un échec commercial. 
En France, le long-métrage, sorti durant l'été 1997 dans 203 salles, ne parvient qu'à prendre que la troisième place du box-office avec 146 447 entrées en première semaine d'exploitation. En trois semaines, Meurtre à la Maison-Blanche n'est arrivé qu'à totaliser 287 416 entrées. En fin d'exploitation, le film finit avec 342 135 entrées.

## Autour du film
- L'une des idées scénaristiques les plus originales du film reste la déclaration par Regis de la mise en état d'arrestation de Jordan, tandis qu'il est maintenu et visé par les armes des agents spéciaux de la Maison Blanche sur ordre du même Jordan.
- Alan Alda retrouvera le décor de la Maison Blanche dans la fameuse série  À la Maison-Blanche[9],[10].

### Éditions en vidéo
- Pour sa sortie en DVD zone 2 en France, le doublage québécois est utilisé comme piste audio française[11], bien qu'il existe un doublage réalisé en France. La version française est cependant présente sur le bluray de l'édition espagnol.